# Parijs-Roubaix voor beloften 2025
De 55e editie van de wielerwedstrijd Parijs-Roubaix voor beloften vond plaats op 13 april 2025. De 147 deelnemers startten in Le Cateau-Cambrésis en finishten 167 kilometer later in het Vélodrome André Pétrieux in Roubaix. De wedstrijd maakte deel uit van de UCI Europe Tour, met de categorie 1.2U. Door die categorie was de wedstrijd enkel toegankelijk voor beloften. De Deen Albert Philipsen en de Zweed Jakob Söderqvist, twee ploeggenoten, kwamen samen over de finish, waarbij de Deen de zege kreeg. Zestien seconden later eindigde de Nederlander Senna Remijn op de derde plek.

## Uitslag
| Plaats  | Naam                   | Ploeg                           | Tijd     |
| ------- | ---------------------- | ------------------------------- | -------- |
| Winnaar | Albert Philipsen       | Lidl-Trek Future                | 4u02'45" |
| 2       | Jakob Söderqvist       | Lidl-Trek Future                | z.t.     |
| 3       | Senna Remijn           | Alpecin-Deceuninck Dev.         | + 16"    |
| 4       | Guus van den Eijnden   | Alpecin-Deceuninck Dev.         | + 54"    |
| 5       | Pietro Mattio          | Visma \| Lease a Bike Dev.      | z.t.     |
| 6       | Matthias Schwarzbacher | UAE Team Emirates Gen Z         | z.t.     |
| 7       | Eliott Boulet          | Cont. Groupama-FDJ              | z.t.     |
| 8       | Halvor Dolven          | Wanty-Nippo-ReUz                | z.t.     |
| 9       | Emmanuel Houcou        | Arkéa-B&B Hotels Cont.          | + 1'16"  |
| 10      | Ilian Barhoumi         | Decathlon AG2R La Mondiale Dev. | + 1'23"  |
| 11      | Jonas Høydahl          | Visma \| Lease a Bike Dev.      | + 2'23"  |
| 12      | Aaron Dockx            | Alpecin-Deceuninck Dev.         | z.t.     |
| 13      | Maxime Decomble        | Cont. Groupama-FDJ              | z.t.     |
| 14      | Steffen De Schuyteneer | Lotto Dev.                      | z.t.     |
| 15      | Antoine L'Hote         | Decathlon AG2R La Mondiale Dev. | z.t.     |
| 16      | Tars Poelvoorde        | Lotto Dev.                      | + 2'25"  |
| 17      | Sente Sentjens         | Alpecin-Deceuninck Dev.         | + 2'36"  |
| 18      | Liam Van Bylen         | Lotto Dev.                      | + 2'37"  |
| 19      | Lewis Bower            | Cont. Groupama-FDJ              | z.t.     |
| 20      | Sebastian Grindley     | Lidl-Trek Future                | z.t.     |